# 岡野あつこ
岡野 あつこ（おかの あつこ、1954年8月5日 - ）は、日本の夫婦問題研究家、公認心理師、結婚・離婚カウンセラー、著作家、NPO法人日本家族問題相談連盟理事長、一般社団法人離婚相談連盟理事。芸能事務所・浅井企画に所属。立教大学大学院21世紀社会デザイン研究科 修了（社会学MBA）。
離婚相談の離婚救急隊代表。離婚カウンセラー養成スクール運営。Youtube「岡野あつこチャンネル」開設。

## 経歴
埼玉県春日部市に生まれる。埼玉県立浦和第一女子高等学校、立命館大学産業社会学部（職業心理学専攻）卒業。夫婦問題を研究するようになったのは36歳の時、夫の浮気で離婚したのがきっかけ。相談するところがなく、悔しい思いをしたからだった。
1990年 バツイチパーティー（離婚経歴者を対象としたカップリングパーティー）の運営開始。
1991年 岡野あつこの離婚相談室開設（有限会社磨季コーポレーション）。
1993年 有限会社磨季コーポレーションを合併し、株式会社カラットクラブを設立　初婚・再婚紹介のサービスを開始。
2001年 NPO法人日本家族問題相談連盟 設立、離婚カウンセラー養成講座 開校。
2004年 AZCOブライダルサロンを開設。
2009年 立教大学大学院21世紀社会デザイン研究科 修了（社会学MBA）。
2010年 マリッジカウンセラー養成講座 開校。
2018年 専門家チームによる、もめない離婚を目指した"Team Best Divorce"を設立。同年から目白短期大学非常勤講師。
2020年 一般社団法人離婚相談連盟 設立、理事に就任。
2022年 公認心理師を取得。
自らの離婚経験をもとに、「離婚しないに越したことはない！」を合言葉に修復や離婚も含めて夫婦問題に関するカウンセリング活動を行い、相談件数は33年で累計4万件を超える。現在は後進の育成にも力を注ぎ、「離婚カウンセラー養成講座」の卒業生は2,200名を超える。

## 人物
- 出産を機に夫の浮気が発覚し離婚。慰謝料ゼロ、財産を隠されたことで財産分与もゼロ。養育費もままならなかった。生きるのに必死で保険の営業の仕事を一生懸命した。持ち前の社交性で業績を伸ばす。同時進行で友達と家賃をシェアして原宿に事務所を借りた。当初は電話代行や並行輸入の仕事をしていたが、「そうだ！」とひらめいて1991年に離婚相談室を開設することにした。そのかたわら会費制のバツイチパーティーを開催したところ大盛況となった。放送作家となった高校時代の友人からテレビ番組に出てくれないかと頼まれ、初めてテレビ出演し「離婚相談」について語ったところ大反響があった。1995年に処女本『完全離婚マニュアル』（ビジネス社）を出版したところ話題を呼び、活動の場を広げるきっかけとなった[4]。
- 1児の母。1987年に息子を授かった。息子は岡野のことを「お前」と呼ぶ。2016年に腸閉塞＆大腸がんが見つかり手術。直前にがん保険のプランを解約していて900万円もらえるはずの保険契約が下りなかった。当時28才だった息子から「お前、900万円よりも命が助かってよかったじゃん。お金よりも命だよ」と言われて人生観が変わった[10]。

## 主な著書
- 『完全離婚マニュアル－女のホンネ版』（ビジネス社、1995年）　※ 岡野厚子 名義　ISBN 978-4828406121
- 『リコンの花道 : 妻からの訣別状』（主婦と生活社、1995年）　※ 岡野厚子 名義　ISBN 978-4391117936
- 『岡野流離婚の三原則 : あなたは幸せになれる』（キルタイムコミュニケーション、2000年）　※ 岡野厚子 名義　ISBN 978-4906650491
- 『離婚－その後』（恒友出版、2000年）　ISBN 978-4765201414
- 『離婚して幸せになる人不幸になる人』（ビジネス社、2001年）　ISBN 978-4828409054
- 『それでもやり直したい二人のためのマニュアル』（日本放送出版協会 生活人新書、2001年）　ISBN 978-4140880043
- 『夫という名の他人』（有楽出版社、2003年）　ISBN 978-4408593036
- 『再婚の達人－今度は必ずうまくいく！』（廣済堂出版、2003年）　ISBN 978-4331509982
- 『あなたもぜったい！幸せなカップルになれる』（ゴマブックス、2004年）　ISBN 978-4777100651
- 『男の知らない、女の愛し方。 : 女がそっと教えるHの話』（半蔵門出版、2005年）　ISBN 978-4902157208
- 『ちょっと待って その離婚！ : 幸せはどっちの側に？』（有楽出版社、2005年、集英社文庫、2008年）　ISBN 978-4408592565
- 『もしも運命の人が年下だったら恋も人生もうまくいく！』（福昌堂、2006年）　ISBN 978-4892248023
- 『離婚なんてもったいない!』（ゴマブックス、2006年）　ISBN  978-4777104963　ISBN 978-4777104963
- 『ウソつきは、幸せのはじまり』（幻冬舎、2006年）　ISBN 978-4344011052
- 『夫のための熟年離婚回避マニュアル』（九天社、2006年）　ISBN 978-4861671081
- 『妻のための熟年離婚とお金の話：後悔しない人生を送るために』（九天社、2006年）　ISBN 978-4775311196
- 『あなたのとなりの熟年離婚 : 離婚カウンセラーが見た理想と現実』（主婦と生活社、2006年）　ISBN 978-4-391-13249-6
- 『本当に、離婚を選びますか？ : 夫婦の危機を迎えたときに読む本』（すばる舎、2006年）　ISBN 978-4883995479
- 『熟年離婚の相談室』（C&R研究所、2007年） ISBN 978-4903111612
- 『これだけは知っておく 離婚の手続きと進め方』（日本文芸社、2007年） ISBN 978-4537257014
- 『夫婦でいるの、やめますか？：「最後の答え」を出す前に…』（有楽出版社・新書、2008年）　ISBN 978-4408593074
- 『離婚の手続きと進め方 : これだけは知っておく : お金の問題、子どものこと、法知識、具体的手続きまでをアドバイス』（日本文芸社、2009年） ISBN 978-4537257014
- 『あなたが離婚を決める前にしなければならい8つのこと』（グラフ社、2010年）　ISBN 978-4777117079
- 『不安の片づけ= HOW TO MANAGE YOUR ANXIETIES』（中経出版、2012年）　ISBN 978-4806145981
- 『妻のための離婚とお金の話：後悔しない人生を送るために』（新紀元社、2013年）　ISBN 978-4775311196
- 『産後クライシス = After Giving Birth Crisis：なぜ、出産後に夫婦の危機が訪れるのか』（角川学芸出版、2013年）　ISBN 978-4591136775
- 『幸せな結婚がしたいなら年収350万円の男を育てなさい』（牧野出版、2013年）　ISBN  978-4895001700
- 『「最高の離婚」のつくりかた─The Best Divorce』（自由国民社、2014年）　ISBN 978-4426118136
- 『ある日突然妻がいなくなった―聞こえていますか、妻の本音』（ベストブック、2015年）　ISBN 978-4831401946
- 『最新 離婚の準備・手続きと進め方のすべて』（日本文芸社、2016年）　ISBN 978-4537214420
- 『再婚で幸せになった人たちから学ぶ37のこと』（ごきげんビジネス出版 、2018年）　ISBN 978-4909745194
- 『妻のための自立の教科書 : 離婚と向き合い、幸せを掴む方法』（経営科学出版、2019年）　ISBN 978-4905319344
- 『夫婦がベストパートナーに変わる77の魔法』（サンマーク出版 、2022年）　ISBN 978-4763138880
- 『なぜ「妻の一言」はカチンとくるのか? : 夫婦関係を改善する「伝え方」教室』 (講談社+α新書、2024年）　ISBN 978-4065378588

### 共著
- 『弁護士とカウンセラーが答える離婚相談室』（橋下徹と共著、池田書店、2004年）　ISBN 978-4262160078
- 『まだ、僕の妻でいてくれますか?』（長住哲雄と共著、グラフ社、2006年）　ISBN 978-4766210019
- 『「母」のせいで結婚できない女たち : 「かくれマザコン女」の困った恋愛、危ない結婚』（倉田真由美と共著、日本文芸社、2011年）　ISBN 978-4537258783
- 『美淑女になるために―訪れる「おひとりさま」を華やかに生きるヒント』（東海林のり子と共著、徳間書店 、2019年）　ISBN  978-4198649555
- 『セ・ラヴィ これこそ人生!: 亜紀とあつこ「困難な時代の生き方」を語る』（白坂亜紀と共著、時事通信出版局、2020年）　ISBN 978-4788717169
- 『無自覚な夫のための妻の地雷ワード事典』（日本文芸社、2023年）　※ イラスト解説、監修　ISBN  978-4537221237

## 監修
- 『熟年離婚 : 「その後」を楽しく生きるための処方箋』（新生活問題研究会 編、英知出版、2006年）　ISBN 978-4754220594
- 『金曜ドラマ『コンカツ・リカツ』（NHK総合、2009年）

## 出演番組
- 「東海林のり子＆岡野あつこの新大人の時間」（ネットテレビ　AzcoTV）2018年～
- 『つなぎびと』（NHK BSプレミアム、2015年3月）
- 『情報ライブ ミヤネ屋』（読売テレビ＜日本テレビ系＞、2017年10月30日他多数）
- 『ワイドスクランブル』（テレビ朝日、2017年7月他多数）
- 『グッド!モーニング』（テレビ朝日、2017年8月他多数）
- 『ビビット』（TBSテレビ、2017年10月30日他多数）
- 『ゴゴスマ』（CBCテレビ＜TBSテレビ系列＞、2015年レギュラー）
- 『バイキング』（フジテレビ、2017年9月他多数）
- 『フルタチさん』（フジテレビ、2017年8月）
- 『コレって私、悪くないよね?』（テレビ東京、2017年2月）
- 『めんたいワイド』（FBS、2017年9月）
- 『解決!ナイナイアンサー』」（日本テレビ）
- 『バイキングMORE』（フジテレビ）
- 『羽鳥慎一モーニングショー』（テレビ朝日）
- 『垣花正あなたとハッピー』（ニッポン放送、2025年1月22日）

## 講演実績

### 自治体
- 横浜市 瀬谷区区民協働推進係：セカンドライフ設計講座『夫婦のコミュニケーション～熟年離婚回避法』
- 目黒区 男女平等・共同参画センター『ここが知りたい「熟年離婚」～あなたの熟年離婚の危険度は？』
- 京都府 南丹市女性のネットワーク仕掛人『男女共同参画社会に向けて～自分らしく生きるために～』
- 新宿区 立男女共同参画推進センターエンパワーメント講座『年金分割制度』～離婚・夫婦について考える～
- 東村山市 団塊世代シンポジウムあなたの応援歌　『あらたな生きがい・あらたに生きる』
- 春日井市 かすがい男女共同参画市民フォーラム『女と男のいい関係』～21世紀の男女の生き方～
- 宇都宮市 UTSUNOMIYAふたりものがたり「岡野あつこの『価値観マッチング』宇都宮ver.」

### 民間企業
- 船井総合研究所『離婚カウンセラーのアプローチとカウンセリング業界の現状』
- 住友信託・積水ハウス『離婚なんてもったいない！夫婦関係のリサイクルを心がけましょう』
- 内外情勢調査会『現代における幸せな男女関係・人間関係のつむぎ方』